# Dennis Alas
Dennis Jonathan Alas Morales (ur. 10 stycznia 1985 w San Salvador) – salwadorski piłkarz występujący na pozycji ofensywnego pomocnika. Jego bracia Juan Carlos i Jaime również są piłkarzami.

## Kariera klubowa
Alas jest wychowankiem akademii juniorskiej La Chelona prowadzonej przez byłego reprezentanta kraju, Jaime Rodrígueza. W 2001 roku został przez niego ściągnięty do nowo założonego stołecznego klubu San Salvador FC, w którego barwach jako szesnastolatek zadebiutował w Primera División de Fútbol Profesional, od razu zostając podstawowym zawodnikiem zespołu. W jesiennym sezonie Apertura 2002 zdobył ze swoją ekipą tytuł wicemistrza kraju, natomiast pół roku później, podczas wiosennych rozgrywek Clausura 2003, wywalczył pierwsze zarówno w swojej karierze, jak i w historii klubu mistrzostwo Salwadoru. Ogółem barwy San Salvador reprezentował przez niemal siedem lat. W 2007 roku jego dobre występy w reprezentacji zaowocowały zainteresowaniem ze strony amerykańskiej drużyny Chivas USA, z którą nawet trenował przez kilka dni, lecz ostatecznie nie podpisał kontraktu. W styczniu 2008 na zasadzie półrocznego wypożyczenia zasilił Real Maryland Monarchs z trzeciej ligi amerykańskiej – USL Second Division, gdzie mimo regularnej gry w pierwszym składzie nie zdołał odnieść żadnego sukcesu.
Latem 2008 Alas powrócił do ojczyzny, zostając zawodnikiem CD Luis Ángel Firpo z siedzibą w mieście Usulután. Tam również z miejsca wywalczył sobie miejsce w wyjściowej jedenastce i w wiosennym sezonie Clausura 2009, będąc kluczowym punktem ofensywy, zdobył z tym klubem wicemistrzostwo Salwadoru. Kilkukrotnie, jednak bez większych osiągnięć, brał udział w najbardziej prestiżowych rozgrywkach kontynentu, Lidze Mistrzów CONCACAF.

## Kariera reprezentacyjna
Alas swoje występy w kadrze narodowej rozpoczynał od drużyn juniorskich i młodzieżowych, zaś w seniorskiej reprezentacji Salwadoru zadebiutował za kadencji selekcjonera Carlosa Recinosa, 31 października 2001 w przegranym 1:4 meczu towarzyskim z Meksykiem. W 2003 roku znalazł się w składzie na Puchar Narodów UNCAF, gdzie był podstawowym zawodnikiem zespołu, rozgrywając wszystkie pięć spotkań, za to jego drużyna zajęła ostatecznie trzecie miejsce w tym turnieju. Kilka miesięcy później występował w eliminacjach do Mistrzostw Świata 2006, które zakończyły się jednak dla jego zespołu niepowodzeniem. W 2005 roku po raz kolejny został powołany na Puchar Narodów UNCAF, pojawiając się na boisku w obydwóch spotkaniach, a 21 lutego, w przegranym 1:2 meczu fazy grupowej z Kostaryką, strzelił premierowego gola w kadrze narodowej. Była to zarazem jedyna bramka zdobyta przez Salwadorczyków na tym turnieju, gdyż po dwóch porażkach odpadli z rozgrywek już w fazie grupowej.
W 2007 roku Alas już po raz trzeci w karierze wziął udział w Pucharze Narodów UNCAF, gdzie kolejny raz wystąpił we wszystkich pięciu meczach swojego zespołu, nie wpisując się na listę strzelców, zaś jego drużyna zajęła ostatecznie czwarte miejsce w turnieju. Po upływie kilku miesięcy meksykański szkoleniowiec Carlos de los Cobos powołał go na Złoty Puchar CONCACAF, gdzie pojawiał się na boisku we wszystkich trzech meczach, zdobywając gola w grupowym spotkaniu z Trynidadem i Tobago (2:1), zaś Salwadorczycy zakończyli swój udział w rozgrywkach już na fazie grupowej. Występował także w eliminacjach do Mistrzostw Świata 2010, lecz podobnie jak poprzednio nie zdołał się ostatecznie zakwalifikować na mundial. W 2009 roku znalazł się w składzie na drugi już Złoty Puchar CONCACAF, ponownie odpadając ze swoją ekipą w fazie grupowej, lecz tym razem wystąpił tylko w dwóch meczach jako rezerwowy. W 2011 roku zanotował cztery występy na Copa Centroamericana, na którym Salwadorczycy zajęli ostatecznie czwarte miejsce.
W tym samym 2011 roku Alas doszedł ze swoją reprezentacją do ćwierćfinału Złotego Puchar CONCACAF, gdzie wystąpił we wszystkich czterech konfrontacjach, a niedługo po tym turnieju został mianowany przez urugwajskiego selekcjonera Rubéna Israela na nowego kapitana kadry narodowej. W tej roli występował w eliminacjach do Mistrzostw Świata 2014, które jednak ponownie nie zakończyły się dla Salwadoru powodzeniem i w konsekwencji awansem na mundial.

## Afera korupcyjna
Dennis Alas został dożywotnio zawieszony przez Piłkarską Federację Salwadoru (FESFUT) wraz z 13 innymi reprezentantami tego kraju za udział w ustawianiu meczów. Zawodnicy mieli dopuścić się czynów korupcyjnych co najmniej przy czterech meczach międzynarodowych. Zakaz dotyczy pracy w środowisku piłkarskim w jakiejkolwiek roli.